# Metanuncia testacea
Metanuncia testacea is een hooiwagen uit de familie Triaenonychidae.